# Serra Talhada Futebol Clube
Il Serra Talhada Futebol Clube, noto anche semplicemente come Serra Talhada, è una società calcistica brasiliana con sede nella città di Serra Talhada, nello stato del Pernambuco.

## Storia
Il club è stato fondato il 25 febbraio 2011, ed è il successore del Serrano Futebol Clube, inattivo dal 2010. Ha vinto il Campeonato Pernambucano Série A2 nel 2011, ottenendo così la promozione nel Campionato Pernambucano 2012.

## Palmarès

### Competizioni statali
- Campeonato Pernambucano Série A2: 1

2011